# Успение Богородично (Долно Кочан)
„Успение Богородично“ (на гръцки: Ιερός Ναός Κοιμήσεως της Θεοτόκου) е православна църква в правищкото село Долно Кочан (Панагия), Егейска Македония, Гърция, част от Елевтеруполската митрополия на Вселенската патриаршия, управлявана от Църквата на Гърция.
Жителите на селото са тракийци, бежанци от село Димокрания (Гюзелдже), които в 1923 година се заселват в бившето помашко село Кочан (Акровуни), където обръщат джамията в църква и пренасят свещената икона „Света Богородица Димокранийска“. В 50-те години поради свлачища се изселват надолу и основават новото село Долно Кочан (Като Акровуни).
Енорийската църква „Успение Богородично“ е построена на висок хълм и доминира в центъра на селото. Построена е в стила на трикорабна базилика и е основана на 15 декември 1961 година от митрополит Амвросий Елевтеруполски. Открита е от същия митрополит на 23 септември 1973 година. В църквата се намира чудотворната икона на Света Богородица, донесена от Димокрания.